# Rhopalum clavipes
Rhopalum clavipes ist ein Hautflügler aus der Familie der Crabronidae.

## Merkmale
Die Wespe erreicht eine Körperlänge von 4,5 bis 6,5 Millimetern. Der Hinterleib ist bei den Weibchen großteils rotbraun gefärbt, das Pygidialfeld ist undeutlich ausgebildet. Die Männchen besitzen ein schwach ausgeschnittenes und verlängertes sechstes Fühlerglied. Die Art kann mit den Männchen von Rhopalum coarctatum verwechselt werden, bei denen die Radialzelle im rechten Winkel auf den Flügelrand trifft, außerdem ist der Schenkel (Femur) der Hinterbeine dreifarbig gelb, schwarz und braun gefärbt. Bei Rhopalum clavipes trifft die Radialzelle in einem stumpfen Winkel auf den Flügelrand. 

## Vorkommen
Die Art ist in Mittel- und Nordeuropa und Asien, östlich bis Japan verbreitet und kommt bis in eine Seehöhe von 950 Meter vor. Sie besiedelt verschiedene Lebensräume, auch im Siedlungsgebiet des Menschen, bevorzugt aber kühlere Habitate. Die Art fliegt von Ende Mai bis Anfang Oktober. Ob eine zweite Generation ausgebildet wird, ist unklar. Sie ist in Mitteleuropa häufig anzutreffen. 

## Lebensweise
Die Weibchen legen ihre Nester in Stängeln von Himbeeren (Rubus idaeus), Brombeeren (Rubus), Schilfrohr (Phragmites australis), Holunder (Sambucus) und ähnlichem, sowie in Pflanzengallen, die von Halmfliegen der Gattung Liparia, Andricus kollari oder dem Kleinen Pappelbock (Saperda populnea) verursacht werden, an. Nester wurden auch schon in getrocknetem Feinkohleschlamm nachgewiesen und werden vermutlich auch selten in Sand angelegt. Die Nester können kurzzeitige Überschwemmungen überstehen. Das Nest wird in Linienform mit einem Durchmesser von 1,9 bis 4,5 Millimetern angelegt und besteht aus bis zu 13 Zellen. Ist genügend Platz vorhanden, werden Seitengänge angelegt, an deren Ende je eine Zelle liegt. Die Zellzwischenwände werden aus zernagtem, locker angehäuftem Mark angefertigt, können aber gelegentlich auch komplett fehlen. Je nach Verbreitungsgebiet wird die Brut unterschiedlich versorgt. Im Norden werden die Zellen mit sechs bis neun Staubläusen (Psocoptera) befüllt, im Süden zählen vor allem Fliegen zur Beute. Selten werden auch Blattflöhe der Familie Psyllidae gefangen. Die Weibchen haben eine Lebensdauer von etwa acht Wochen.

## Belege